# Paracirsia
Paracirsia is een geslacht van wandelende takken uit de familie Bacillidae. De wetenschappelijke naam van dit geslacht is voor het eerst voorgesteld door Nicolas Cliquennois in een publicatie uit 2006.
Dit geslacht is monotypisch, dat wil zeggen dat het maar één soort heeft namelijk Paracirsia distincta (Brunner von Wattenwyl, 1907) die alleen op Madagaskar voorkomt.